# Mimente
Mimente – potok we Francji, płynący w całości na terenie departamentu Lozère. Ma długość 27,9 km. Stanowi prawy dopływ rzeki Tarnon. 

## Geografia
Mimente ma źródła na wysokości 1251 m n.p.m. w górach Montagne du Bougès, w gminie Saint-Privat-de-Vallongue, na terenie Parku Narodowego Sewennów. Uchodzi do rzeki Tarnon w miejscowości Florac. Przeciętny spadek koryta rzeki wynosi 2,54%. 
Mimente płynie na terenie jednego departamentu (Lozère), w tym 6 gmin: Barre-des-Cévennes, Cassagnas, Florac Trois Rivières, Saint-André-de-Lancize, Saint-Julien-d'Arpaon oraz Saint-Privat-de-Vallongue.

## Hydrologia
Uśredniony roczny przepływ rzeki Mimente wynosi 3,51 m³/s. Pomiary były przeprowadzone na przestrzeni ostatnich 43 lat w miejscowości Florac. Największy przepływ notowany jest w grudniu (7,02 m³/s), a najmniejszy w sierpniu – 0,38 m³/s. 

## Dopływy
Mimente ma x nazwanych dopływów. Są to:
| - Valat des Vernèdes - Ravin de la Font du Brau - Ravin des Canarilles - Ruisseau des Cougnasses - Arbone - Ruisseau de Tombase - Ruisseau de Seiguerines - Ruisseau de Porte Pouosse - Ravin de la Crous | - Ruisseau de Malzac - Ruisseau de Poumas - Ruisseau du Baurel - Ravin de Cantemerle - Ruisseau d'Ajaric - Ruisseau de Véluge - Ruisseau du Lavadou - Ruisseau de la Fontaine | - Ruisseau de Peyrouse - Ruisseau d'Archinal - Ruisseau de Briançon - Ruisseau de Sistre - Ruisseau des Oules - Ruisseau de Costubage - Valat le Grand - Ruisseau de Prunet |